# Roberto Ramírez Garza
Roberto Ramírez Garza (Monterrey, Nuevo León; 19 de agosto de 1931 - Ciudad de México; 28 de julio de 2009), conocido como Beto El Boticario, fue un actor y comediante mexicano, recordado sobre todo por su participación en el programa de televisión La carabina de Ambrosio. Inició su carrera en 1948, y seis años más tarde recibió un premio Ariel como Mejor Actor Revelación, por la película El Buen ladrón, en 1957. Formó parte de la llamada Época de Oro del cine mexicano. 
Falleció en un hospital de la Ciudad de México, debido a complicaciones pulmonares.[cita requerida]

## Filmografía
- 1948 - Nosotros los pobres
- 1957  - Dios no lo quiera
- 1957 - El buen ladrón
- 1959 - El cariñoso
- 1959 - El hombre del alazán
- 1959 - La última lucha
- 1960 - El toro negro
- 1960 - La tijera de oro
- 1961  - Suicídate, mi amor
- 1961 - Aventuras del látigo negro
- 1961 - Con la misma moneda
- 1961 - Guantes de oro
- 1962 - Cuanto vale tu hijo'
- 1962 - Dinamita Kid
- 1962 - El Tesoro del Rey Salomón
- 1962 - La marca del gavilán
- 1962 - La muerte pasa lista
- 1962 - Sangre en el ring
- 1962 - Santo contra el rey del crimen
- 1963 - Aventuras de las hermanas X
- 1963 - Santo en el hotel de la muerte
- 1966 - El rata
- 1966 - Esta noche no
- 1967 - Crisol
- 1967 - Cruces sobre el yermo
- 1967 - El pícaro
- 1970 - Misión cumplida
- 1970 - Quinto patio
- 1971 - El águila descalza
- 1971 - Furias bajo el cielo
- 1972 - El vals sin fin
- 1974 - Fe, esperanza y caridad
- 1975 - Guadalajara es México
- 1990 - ...Y Melón se comió las plumas

## Telenovelas
- Carita de angel (2000) serie de TV
- Gotita de amor (1998) serie de TV
- Azul (1996)- Ramón serie de TV
- La dueña (1995) serie de TV

## Series de TV
- La carabina de Ambrosio (1978) serie de TV
- Humor es... Los Comediantes - Chin Chin Él Que No Se Ria
- La Fábrica De La Risa